# Liu Jian
Liu Jian (chiń. upr. 刘健; pinyin Liú Jiān, ur. 20 sierpnia 1984 w Zibo) – piłkarz chiński grający na pozycji pomocnika. Od 2014 jest zawodnikiem klubu Guangzhou Evergrande.

## Kariera klubowa
Swoją karierę piłkarską Liu rozpoczął w klubie Qingdao Jonoon. W 2004 roku awansował do kadry pierwszej drużyny, a 19 września 2004 zadebiutował w chińskiej Super League w zremisowanym 1:1 meczu z Sichuanem Guancheng. W 2005 roku stał się podstawowym zawodnikiem Qingdao Jonoon. Był też kapitanem zespołu z miasta Qingdao. W 2014 przeszedł do Guangzhou Evergrande. W 2014 i 2015 został z nim mistrzem Chin.
| Sezon | Klub                 | Kraj  | Rozgrywki    | Mecze | Bramki |
| ----- | -------------------- | ----- | ------------ | ----- | ------ |
| 2004  | Qingdao Jonoon       | Chiny | Super League | 10    | 0      |
| 2005  | Qingdao Jonoon       | Chiny | Super League | 22    | 4      |
| 2006  | Qingdao Jonoon       | Chiny | Super League | 23    | 5      |
| 2007  | Qingdao Jonoon       | Chiny | Super League | 27    | 8      |
| 2008  | Qingdao Jonoon       | Chiny | Super League | 21    | 6      |
| 2009  | Qingdao Jonoon       | Chiny | Super League | 28    | 0      |
| 2010  | Qingdao Jonoon       | Chiny | Super League | 28    | 7      |
| 2011  | Qingdao Jonoon       | Chiny | Super League | 28    | 3      |
| 2012  | Qingdao Jonoon       | Chiny | Super League | 27    | 4      |
| 2013  | Qingdao Jonoon       | Chiny | Super League | 25    | 0      |
| 2014  | Guangzhou Evergrande | Chiny | Super League | 14    | 1      |
| 2015  | Guangzhou Evergrande | Chiny | Super League | 16    | 1      |
| 2016  | Guangzhou Evergrande | Chiny | Super League |       |        |

## Kariera reprezentacyjna
W reprezentacji Chin Liu zadebiutował w 2007 roku. W 2008 roku wystąpił z kadrą Chin na mistrzostwach Azji Wschodniej.